# ちょうこくぐ座ガンマ1星
ちょうこくぐ座γ1星（ちょうこくぐざガンマ1せい、γ1 Caeli、γ1 Cae）は、ちょうこくぐ座の二重星で、連星であると考えられている。橙色の主星と、それよりはだいぶ暗い伴星とで構成される。見かけの合成等級は4.55と、肉眼でみえる明るさである。年周視差に基づいて太陽からの距離を計算すると、約185光年である。伴星は、変光星である可能性が指摘されている。

## 特徴
ちょうこくぐ座γ1星が二重星であることを発見したのは、インドのイギリス人天文学者ウィリアム・ジェイコブとされる。ジェイコブは、1847年にプネーでの観測で、5等星と10等星、赤みがかった色と白色の対であると記録している。
以降の観測で、相対位置の変化はゆっくりしたもので、同じ固有運動を共有する連星であると考えられている。
主星のちょうこくぐ座γ1星Aは、見かけの等級が4.6で、K型巨星に分類される。質量は太陽の1.4倍くらいになると推定される。伴星のちょうこくぐ座γ1星Bは、見かけの等級が8.5で、G型準巨星ではないかとみられる。
バージニア大学などが、ストロムロ山天文台で南天の巨星の年周視差を測定する観測によって得た写真から、ちょうこくぐ座γ1星Bが変光している可能性が示された。元々、ちょうこくぐ座γ1星Bの明るさは、観測者によってばらつきがみられたが、ストロムロ山の複数枚の写真を精査したところ、写真等級の変化と、ものによってはちょうこくぐ座γ1星Bが写っていない状況が確認された。観測条件の悪さだけでは説明できないくらい差が大きいことから、実際に変光が起きた可能性があるとされ、「新しい変光星候補」の一つとなっている。